# Gorga (Italie)
Pour les articles homonymes, voir Gorga.
Gorga est une commune italienne de la ville métropolitaine de Rome Capitale dans la région Latium en Italie.

## Administration
| Période                                  | Période | Identité | Étiquette | Qualité |
| ---------------------------------------- | ------- | -------- | --------- | ------- |
|                                          |         |          |           |         |
| Les données manquantes sont à compléter. |         |          |           |         |

### Communes limitrophes
Anagni, Carpineto Romano, Montelanico, Morolo, Sgurgola, Supino

## Personnalité liée à la commune
- Vincenzo Santucci